# Théâtre-Lyrique
Le Théâtre-Lyrique est le nom qui fut donné successivement à plusieurs salles de spectacle à Paris, au XIXe siècle :
- la première, située au 72, boulevard du Temple (aujourd'hui 10, place de la République, Paris 11e). Cette salle, inaugurée en 1847 sous le nom de Théâtre-Historique, devenue Opéra-National en 1851, rebaptisée Théâtre-Lyrique en 1852, disparut en 1863 lors du percement de la place de la République dans le cadre des transformations d'Haussmann ;
- la deuxième, située place du Châtelet, à l'emplacement de l'actuel théâtre de la Ville, fut construite de 1860 à 1862 et disparut dans un incendie le 25 mai 1871, lors des événements de la Commune. Reconstruite en 1874, la salle rouvrit sous le nom de Théâtre-Lyrique-Dramatique avant de redevenir Théâtre-Historique en 1875 ;
- la troisième, située au 17, rue Scribe, fut inaugurée en 1866 sous le nom d'Athénée. Elle fut rebaptisée Théâtre-Lyrique le 11 septembre 1871, puis Théâtre-Lyrique-National entre mars et juin 1872 sous la direction de Louis Martinet. Elle fermera en 1883.
- Le chef d'orchestre Albert Vizentini, ancien violon solo du second Théâtre-Lyrique, ressuscite un Théâtre-National-Lyrique (également appelé Opéra-National-Lyrique ou Théâtre-Lyrique-National) au théâtre de la Gaîté dont il a pris la direction à la suite de Jacques Offenbach en 1874. Entre le 5 mai 1876 au 2 janvier 1878, il crée plusieurs opéras tels Paul et Virginie de Victor Massé ou Le Timbre d’argent de Camille Saint-Saëns.
- Par la suite des troupes reprendront l'appellation Théâtre-Lyrique le temps d'une résidence au théâtre du Château-d'Eau (13 octobre 1888 – 5 mars 1889) et au théâtre de la Renaissance (janvier–mars 1893 ; mars 1899 – mars 1900).

## Historique

### Première salle (1847-1860)

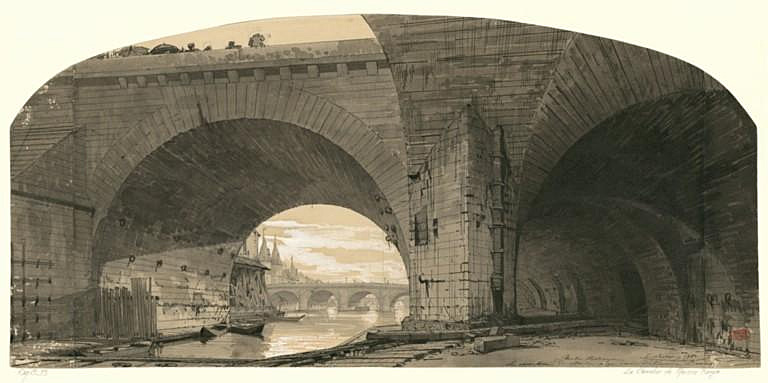
Esquisse de décor pour Le Chevalier de Maison-Rouge (1847).

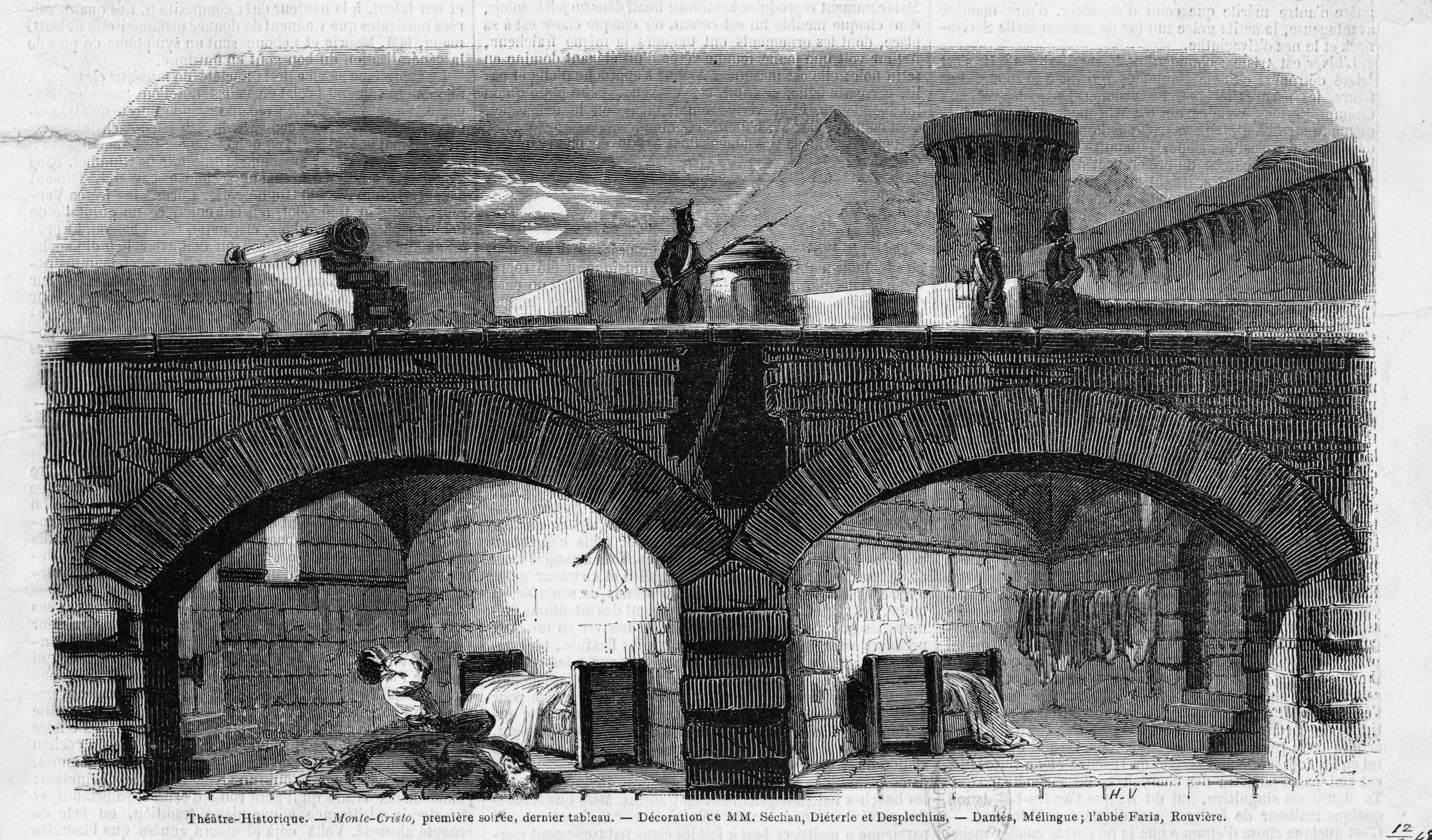
Dernier tableau de la première journée du Comte de Monte-Cristo (1848).

Commanditée par l'écrivain Alexandre Dumas avec l'aide du duc de Montpensier, fils de Louis-Philippe Ier, afin de promouvoir les adaptations théâtrales de ses romans, la salle est inaugurée le 20 février 1847 sous le nom de Théâtre-Historique avec La Reine Margot, pièce-fleuve en douze actes de Dumas et Auguste Maquet. Elle est dirigée par Hippolyte Hostein, futur directeur (entre autres) du théâtre du Châtelet et du théâtre de la Renaissance. Suivent Le Chevalier de Maison-Rouge tiré du roman homonyme (dans laquelle se trouve Le Chant des Girondins devenu hymne national sous la Seconde République) et Le Comte de Monte-Cristo dont les représentations sont interrompues par la révolution de 1848, La Jeunesse des mousquetaires, Le Chevalier d'Harmental, La Guerre des femmes, Le Comte Hermann et Urbain Grandier. Dumas accueille aussi La Marâtre  d'Honoré de Balzac (1848). Mais la somptuosité des productions et les événements politiques conduisent Hostein à la démission et Dumas à la faillite. Celle-ci est prononcée le 20 décembre 1850. 
Le 27 septembre 1851, Edmond Seveste, dont la famille possède plusieurs des principaux théâtres parisiens, inaugure l’Opéra-National, consacré au répertoire lyrique, avec Mariquita la sorcière de Xavier Boisselot, livret d'Eugène Scribe et Gustave Vaëz. Il profite ainsi du privilège obtenu trois ans plus tôt par le compositeur Adolphe Adam d'ouvrir une troisième scène lyrique parisienne, pour pallier la frilosité des institutions officielles (l'Académie royale de musique et l'Opéra-Comique), vis-à-vis des jeunes compositeurs. Il monte La Perle du Brésil de Félicien David et La Butte des moulins de Boieldieu avant de mourir brusquement en février 1852. Son frère, Jules Seveste reprend la direction du théâtre qu'il rebaptise Théâtre-Lyrique. Jules Verne, alors jeune auteur de pièce de boulevard, qu'il cherche à faire représenter, (ce qui sera le cas pour certaines) en devient le secrétaire, poste qu'il occupe jusqu'en 1855. Sont créés Si j'étais roi d'Adam le 4 septembre 1852, Violetta, version française de La traviata de Verdi ou encore Élisabeth, version française de Elisabetta al castello di Kenilworth de Donizetti.

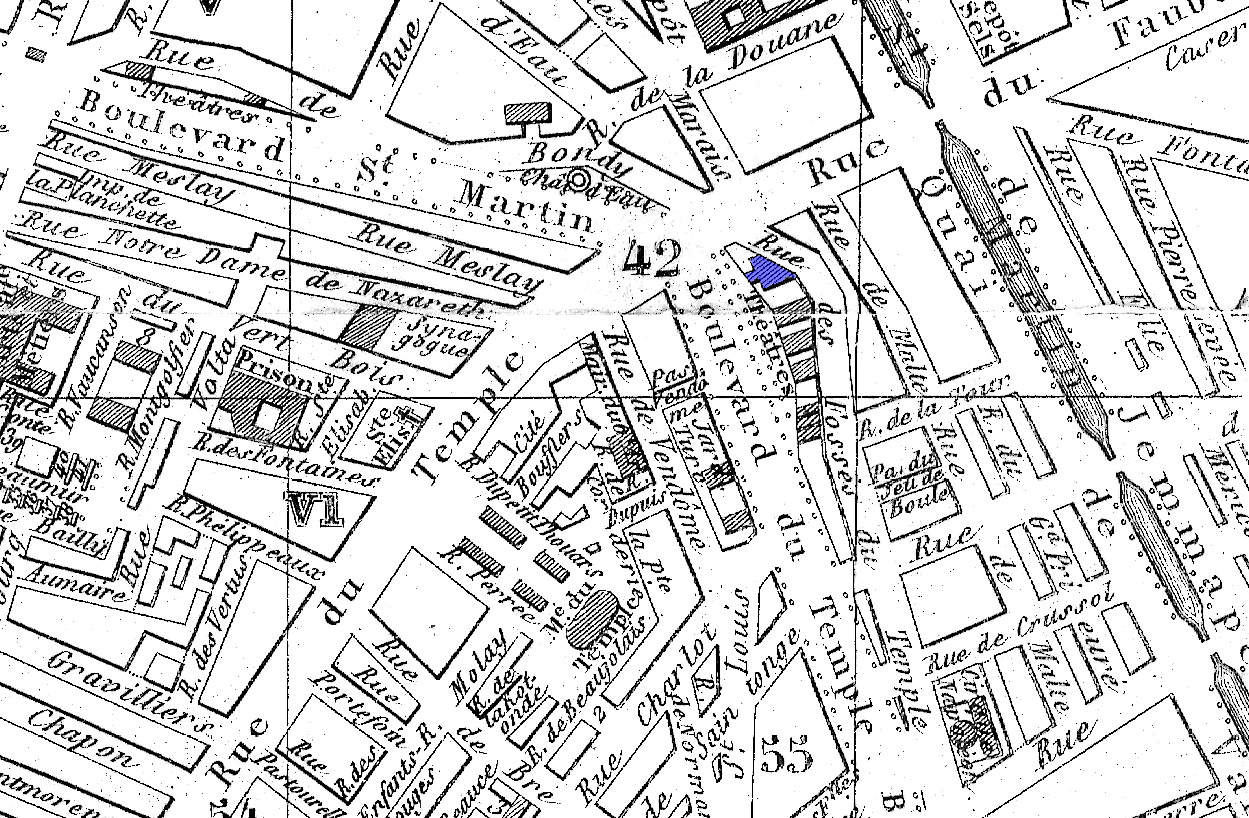
Emplacement du Théâtre-Historique sur un plan de Paris de 1857.

Jules Seveste meurt à son tour en juin 1854. Il est remplacé par Émile Perrin, qui dirige en même temps l'Opéra-Comique et se ruine en créations, puis en 1856 par Léon Carvalho, ancien chanteur et — lui aussi — futur directeur entre autres de l'Opéra-Comique, qui souhaite offrir à sa femme, la chanteuse Caroline Miolan-Carvalho, des rôles à la hauteur de son talent. Il sollicite les meilleurs compositeurs de l'époque et crée en l'espace de quatre ans des ouvrages de grande qualité, tels Les Dragons de Villars de Maillart, La Reine Topaze et La Fée Carabosse de Victor Massé et surtout l'un des opéras français les plus populaires : Faust de Charles Gounod, créé le 19 mars 1859. Le secrétaire général du théâtre, Charles Réty, fait encore représenter La Statue d'Ernest Reyer et La Chatte merveilleuse d'Albert Grisar avant de rendre les armes en mai 1862. 
Une ultime tentative de résurrection du Théâtre-Historique a lieu à partir du 29 octobre 1862 sous l'égide du dramaturge Édouard Brisebarre, qui souhaite comme Dumas une scène pour accueillir ses productions. Rebaptisé théâtre du Boulevard du Temple le 14 novembre 1862, il ferme définitivement le 21 octobre 1863. À sa place est édifiée une succursale des Magasins réunis par l'architecte Gabriel Davioud.

### Deuxième salle (1862-1874)
Frappé d'expropriation en raison du percement de la place de la République début 1862, Carvalho transporte sa troupe dans la nouvelle salle édifiée place du Châtelet.
Y sont créées des œuvres majeures de l'opéra français parmi lesquelles Mireille (1864) et Roméo et Juliette (1867) de Charles Gounod, Les Pêcheurs de perles (1863) et La Jolie Fille de Perth (1866) de Georges Bizet ou encore le deuxième volet des Troyens de Hector Berlioz (1863). Le chef d'orchestre Jules Pasdeloup reprend la direction en 1868 mais le théâtre est détruit par un incendie le 25 mai 1871 pendant la Semaine sanglante à la fin de la Commune.
Après les événements de la Commune, Hippolyte Hostein prend la direction du Châtelet et appelle Eugène Castellano comme administrateur du Châtelet, puis comme directeur du Théâtre-Lyrique-National mitoyen en 1874. Les œuvres jouées, dramatiques, n'avaient aucun rapport avec le répertoire primitif de la salle ; aussi Castellano décide qu'à partir du 21 juillet 1875 son entreprise prendrait le nom plus justifié de Théâtre-Historique. Alexandre Dumas étant mort n'y pouvait mettre obstacle, mais le Préfet de la Seine protesta et enjoignit à son locataire de conserver le titre de Théâtre-Lyrique dont la Ville désirait être seule maîtresse. Le président des référés décide, que Castellano est tenu de reprendre l'appellation de Théâtre-Lyrique en conservant toutefois sur ses affiches celle de Théâtre-Historique. L'ingénieux directeur sortit de cette impasse en faisant graver sur le fronton du monument : « Ancien Théâtre-Lyrique. Représentations par les Artistes du Théâtre-Historique », ces deux derniers mots en lettres relativement énormes.
Il monte successivement  Le Drame au fond de la mer, Regina Sarpit pour les débuts théâtral de Georges Ohnet, Latude, puis Marceau, la Centième d'Hamlet, la Comtesse de Lèrins. Castellano imagine pour l'occasion les billets à prix réduits : on payait une somme minime aux places les plus chères, en vertu de certaines combinaisons qui échappaient au public, mais cette pratique s'avère préjudiciable à court terme.